# 가가미사토촌
가가미사토촌(鏡里村)은 니가타현 가리와군에 설치되었던 촌이다. 현재의 가시와자키시에 해당한다.